# Jan Massys

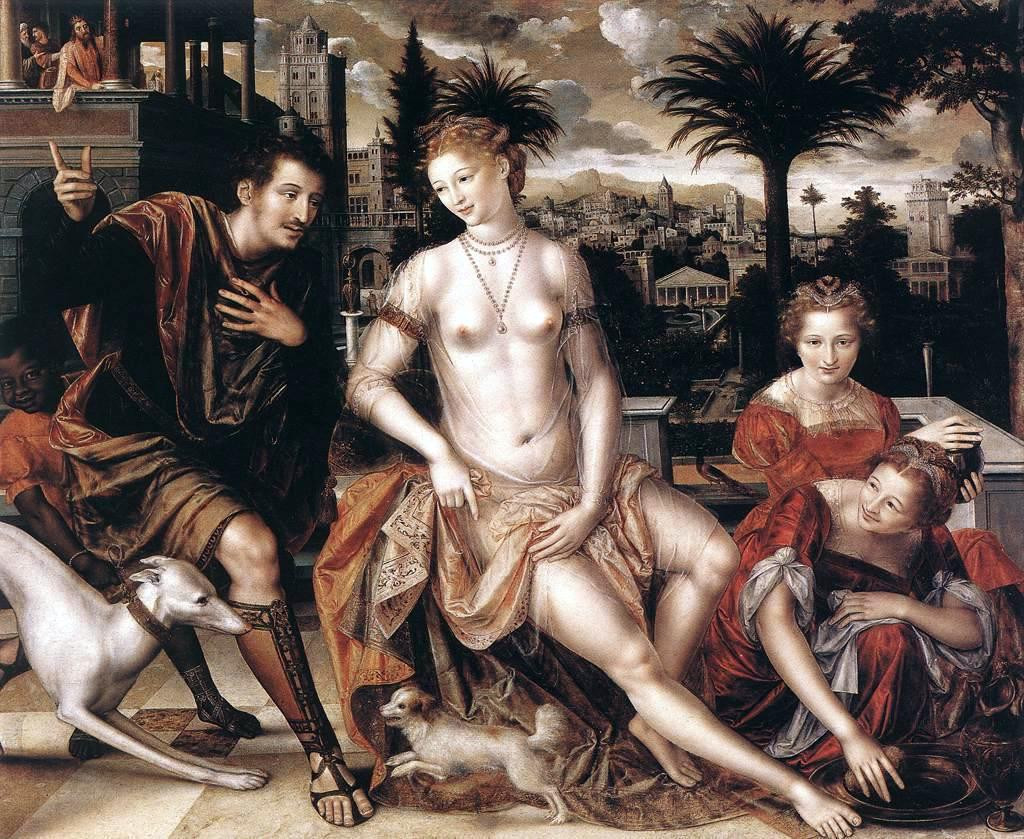
David y Betsabé, Museo del Louvre, París, 1562.

Jan Massys, Matsys, Metsys, o Matsijs (Amberes, 1509 - 1575), fue un pintor flamenco. Era hijo de Quentin Massys "el viejo", hermano de Cornelis Massys y padre de Quentin Massys el joven.
Entró en el gremio de pintores de San Lucas de Amberes en 1531, siendo expulsado de la ciudad en 1544 a causa de sus creencias protestantes, al igual que su hermano. Viajó por Italia y probablemente por Francia, volviendo a Amberes en 1558.
Mientras que en sus primeros años su obra se confunde con la de su padre; en la última fase de su producción, ya con un estilo muy influido por las pinturas italiana y francesa, se especializó en el tema de los "amores ilícitos" (Lot y sus hijas, Judith con la cabeza de Holofernes), con audaces contrastes de colorido y factura meticulosa y preciosista. El Museo San Telmo de San Sebastián conserva una Casta Susana o Susana y los Viejos de su mano.